# Martina Franko
Martina Marie Franko (* 13. Januar 1976 in Cincinnati, Ohio; als Martina Marie Holan) ist eine ehemalige kanadische Fußballspielerin.

## Karriere

### Vereine
Franko, die aus einer Sportfamilie stammt (ihre Eltern Dana Holanová und Jaromír Holan waren die tschechoslowakischen Meister im Eiskunstlauf 1968 und 1969 und ihre Schwester Regina ebenfalls ehemalige Fußballspielerin), begab sich nach ihrem Abschluss an der High School in Los Altos, wo sie aufwuchs, zwecks Aufnahme eines Studiums in Psychologie an das Colorado College in Colorado Springs und kam während ihrer Studienzeit von 1994 bis 1997 für das Sport-Team der Bildungseinrichtung, die Tigers, in der Mountain West Conference innerhalb der NCAA Division I zu Meisterschaftsspielen, in denen sie mit 47 Toren nach wie vor die zweitbeste Torschützin ist.
Nach ihrem Studienabschluss Bachelor nach Sacramento gelangt, kam sie für California Storm in der Women’s Premier Soccer League, der seinerzeit zweithöchsten Spielklasse im US-amerikanischen Frauenfußball, das erste Mal im Seniorinnenbereich zum Einsatz und mit der regionalen Meisterschaft zu ihrem ersten Titelgewinn.
Im Alter von 27 Jahren – inzwischen mit John Franko verheiratet – begab sie sich nach Surrey in die Provinz British Columbia. Dort spielte sie von 2003 bis 2006 für den Surrey United Soccer Club die Wintersaison. Im selben Zeitraum kam sie in der Sommersaison für die Vancouver Whitecaps in der zweitklassigen USL W-League zu Punktspielen, in denen sie zu zwei Zweitligameisterschaften beitrug.
In der Premierenspielzeit 2009 der Women’s Professional Soccer, der unter diesem Namen seinerzeit (und bis 2011) höchsten Spielklasse im US-amerikanischen Frauenfußball, war sie Spielerin des in Carson ansässigen Los Angeles Sol. In einem Teilnehmerfeld von sieben Mannschaften schloss sie mit ihrer Mannschaft die reguläre Saison als Sieger/Meister ab (wurde vom 25. April bis zum 27. Juni in zehn Punktspielen (1 Tor) eingesetzt) und war für das anschließende Meisterschaftsfinale gesetzt. Der Finalgegner, der Viertplatzierte der regulären Saison Sky Blue FC und erfolgreich über die Play-offs ins Finale nachgerückt, gewann die am 22. August 2009 in Carson ausgetragene Begegnung mit 1:0 durch den Siegtreffer von Heather O’Reilly in der 17. Minute. Nach Vancouver zurückgekehrt, ließ sie ihre Spielerkarriere mit Ablauf der Spielzeit 2010 bei den Vancouver Whitecaps ausklingen.

### Nationalmannschaft
Franko bestritt in fünf Jahren 55 Länderspiele für die Nationalmannschaft, in denen ihr als Innenverteidigerin fünf Tore gelangen. Ihr Debüt gab sie am 1. September 2005 in Burnaby gegen die Nationalmannschaft Deutschlands, die das in Freundschaft ausgetragene Spiel im Swangard Stadium mit 3:1 für sich entschied. Bereits in ihrem zweiten Länderspiel – ebenfalls gegen die Nationalmannschaft Deutschlands – am 4. September 2005 bei der 3:4-Niederlage in Edmonton gelang ihr im Commonwealth Stadium mit dem Treffer zum Endstand in der 86. Minute ihr erstes Länderspieltor.
Mit der Nationalmannschaft nahm sie an der Nordamerikanischen Meisterschaft 2006 teil und wurde im Halbfinale am 22. und im Finale am 26. November eingesetzt. Im Finale in Carson war sie mit ihrer Mannschaft der US-amerikanischen Nationalmannschaft mit 1:2 unterlegen – wenn auch erst in der 120. Minute durch den von Kristine Lilly verwandelten Strafstoß. Als unterlegener Finalist war Franko mit ihrer Mannschaft für die anstehende Weltmeisterschaft 2007 in China qualifiziert. In diesem Turnier bestritt sie alle drei Spiele der Gruppe C und schied mit ihrer Mannschaft als Drittplatzierter vorzeitig aus dem Turnier aus. Davor kam sie im Fußballturnier im Rahmen der vom 14. bis zum 26. Juli 2007 in Rio de Janeiro ausgetragenen Panamerikanischen Spiele in fünf möglichen Spielen ihrer Mannschaft zum Einsatz und schloss dieses mit der Bronzemedaille ab, da das Spiel um Bronze im Maracanã mit 2:1 gegen die Nationalmannschaft Mexikos gewonnen wurde. Im Folgejahr war sie mit ihrer Mannschaft im Turnier um den Zypern-Cup 2008 vertreten; sie bestritt beide Spiele der Gruppe B (2:1 vs. Russland am 5. März, 3:0 vs. Japan am 7. März) sowie das am 10. März in Larnaca gegen die Nationalmannschaft Schottlands mit 0:2 verlorene Spiel. Das Ergebnis wurde im Turnier nicht berücksichtigt, da beide Mannschaften in der spielfreien Turnierzeit aufeinander trafen. Im Finale, das bei der Turnierpremiere am 12. März mit 3:2 gegen die US-amerikanische U20-Nationalmannschaft gewonnen wurde, kam sie nicht zum Einsatz.
Seit ihrem Debüt am 1. September 2005 bis zum 2. April 2008 (einschließlich) bestritt Franko 41 aufeinander folgende Länderspiele. Am 2., 9. und 12. April kam sie in drei Qualifikationsspielen des Finalturniers in Juárez für das olympische Fußballturnier 2008 in Peking gegen die Nationalmannschaften Trinidad und Tobagos und Mexikos (1:0 im Halbfinale) zum Einsatz sowie im abschließenden und bedeutungslosen Finale (Qualifikation bereits gelungen) gegen die US-amerikanische Nationalmannschaft (5:6 im Elfmeterschießen) zum Einsatz. Im olympischen Turnier bestritt sie alle drei Spiele der Gruppe E sowie das mit 1:2 n. V. gegen die US-amerikanische Nationalmannschaft verlorene Viertelfinale. Mit dem zweiten Spiel der Gruppe B und dem Finalspiel im Turnier um den Zypern-Cup 2009 kam sie ein zweites Mal in diesem Turnier zum Zuge.
Des Weiteren nahm sie mit ihrer Mannschaft an zwei internationalen Turnieren teil. In Südkorea kam sie vom 28. Oktober bis zum 4. November in vier Spielen im Turnier um den Peace Queen Cup 2006 und in der Volksrepublik China vom 16. bis zum 20. Januar in drei Spielen im Vier-Nationen-Turnier 2008 zum Einsatz. Am 25. Mai 2009 bestritt sie in Toronto, bei der 0:4-Niederlage gegen die US-amerikanische Nationalmannschaft, ihr letztes Länderspiel, dass zugleich auch das letzte der 24 – von insgesamt 26 – verbliebenen in Freundschaft ausgetragenen Länderspielen war.

## Erfolge
Nationalmannschaft
- Zypern-Cup-Siegerin: 2008
- Dritte Vier-Nationen-Turnier 2008
- Panamerikanische Spiele 2007: Bronzemedaille
- Peace-Queen-Cup-Finalistin: 2006
- Finalistin Nordamerikanische Meisterschaft 2006

Los Angeles Sol
- Siegerin reguläre Saison 2009 und Finalistin Meisterschaft

Vancouver Whitecaps
- US-amerikanische Zweitligameisterin: 2004, 2006

Surrey United SC
- Kanadische Meisterin (Jubilee-Trophy-Siegerin 2006)
- Cup-Siegerin 2004, 2005, 2006 (British Columbia)

California Storm
- Meisterin Women’s Premier Soccer League 2002

## Auszeichnung
- Aufnahme in die Canada Soccer Hall of Fame 2022[7]